# (2) Palas
Palas, el cuerpo menor del sistema solar n.° 2, es uno de los asteroides más grandes del sistema solar. Su órbita está situada en la parte central del cinturón de asteroides, y tiene la particularidad de ser algo inclinada y excéntrica para un objeto de su tamaño. La composición de Palas es única pero bastante similar a la de los asteroides de tipo C.
Palas fue el segundo asteroide descubierto, tras Ceres. Lo encontró Heinrich Wilhelm Olbers el 28 de marzo de 1802, mientras realizaba observaciones para localizar y determinar la órbita de Ceres usando las predicciones del matemático Carl Friedrich Gauss. Olbers lo bautizó en honor a Atenea, diosa griega de la sabiduría; un año después, en 1803, se descubrió el elemento químico paladio y se llamó así en referencia al asteroide.

## Historia

### Descubrimiento
En 1596, Johannes Kepler indicó que entre Marte y Júpiter tendría que haber un planeta, lo cual produjo como resultado que durante muchos años los astrónomos realizaran observaciones en la zona tras la búsqueda de dicho cuerpo.
El 1 de enero de 1801, el astrónomo Giuseppe Piazzi descubrió un objeto que inicialmente confundió con un cometa. Poco tiempo después anunció sus observaciones del objeto, haciendo notar que su movimiento lento y uniforme no era el característico de un cometa. El objeto se perdió de vista durante varios meses, pero lo recuperaron Franz Xaver von Zach y Heinrich Wilhelm Olbers gracias al uso de una órbita preliminar calculada por Carl Friedrich Gauss. Se bautizó como Ceres y, en su momento, se creyó que era el planeta perdido predicho por Kepler.
Algunos meses después, Olbers estaba intentando localizar de nuevo a Ceres cuando notó otro objeto moviéndose en el sector. Era Palas, que casualmente pasaba cerca de Ceres en ese momento. El descubrimiento de este nuevo objeto causó gran interés en la comunidad astronómica, ya que no se había encontrado solo un cuerpo celeste entre Marte y Júpiter, sino dos. Olbers planteó entonces la posibilidad de que los objetos descubiertos en realidad serían fragmentos del planeta propuesto por Kepler, de modo que probablemente existirían más objetos de ese tipo. Ello sería parcialmente cierto: en efecto, tiempo después se descubrieron más asteroides formando un cinturón, pero actualmente los científicos explican de otro modo su existencia.
Olbers bautizó a Palas en honor a Atenea, diosa griega de la sabiduría; un año después, en 1803, se descubrió el elemento químico paladio y se llamó así en referencia al asteroide.
Gauss determinó la órbita de Palas y encontró que el periodo de 4.6 años era similar al periodo de Ceres. Sin embargo, Palas tenía una inclinación orbital relativamente alta respecto al plano de la eclíptica.

### Observaciones posteriores
En 1917, el astrónomo japonés Kiyotsugu Hirayama empezó a estudiar el movimiento de los asteroides. Observando un grupo de estos y basado en su movimiento orbital, su inclinación y su excentricidad, descubrió una considerable cantidad de distintas agrupaciones. En un informe reportó un grupo de tres asteroides asociados con Palas, que se llamó «familia de Palas» usando el nombre del miembro más grande del grupo. Desde 1994 se han identificado más de diez miembros de esta familia, con valores de semieje mayor entre 2.50 y 2.82 ua e inclinación de 33‑38°. La existencia de esta familia se confirmó finalmente en 2002 mediante una comparación de sus espectros.
Se ha observado varias veces a Palas ocultando una estrella. El evento de ocultamiento por asteroides mejor observado de todos ocurrió el 29 de mayo de 1983, cuando 140 observadores realizaron mediciones muy cuidadosas de los tiempos de ocultamiento, lo que ayudó a determinar un diámetro preciso.
Para estimar la masa de Palas se han determinado diminutas perturbaciones inducidas por el asteroide en el movimiento de Marte mediante señales de radio de naves orbitantes alrededor del planeta.
Durante la ocultación del 29 de mayo de 1978, se informó del posible descubrimiento de un pequeño satélite de un km de diámetro, que no ha sido confirmado al 1 de noviembre de 2015. En 1980, con base en la interferometría de moteado, se postuló la existencia de un satélite mucho mayor, con un diámetro de 175 km. Su existencia se refutó el 29 de mayo de 1983 a partir de observaciones de ocultación.

## Características

Los primeros diez asteroides comparados con la Luna. Palas es el segundo de izquierda a derecha.

Palas es el segundo objeto de mayor tamaño del cinturón de asteroides, pero el tercero más masivo, ya que Vesta posee un volumen similar pero una densidad mucho mayor. En comparación, la masa de Palas equivale a alrededor de un 0.3 % de la masa de la Luna. Teniendo en cuenta que Ceres, el objeto más grande del cinturón de asteroides, se ha recatalogado como planeta enano, Palas es actualmente el asteroide más grande que se conoce, y tanto este como Vesta han tenido en algún momento de la historia el título de «el segundo asteroide más grande».
En 2006, cuando la Unión Astronómica Internacional propuso su nueva definición de planetas, Palas se encontraba entre los candidatos a planeta, pero en la definición final no se calificó debido a que no había «limpiado la vecindad» alrededor de su órbita. En un futuro, Palas podría ser calificado como planeta enano, pero solamente si se comprueba que su forma es consistente con el equilibrio hidrostático.
Algunas teorías proponen que los asteroides más grandes, como Palas, son realmente protoplanetas. Durante la etapa de formación planetaria del sistema solar, los objetos crecieron en tamaño mediante un proceso de acreción. Muchos de los objetos del tamaño de Ceres y Palas fueron acrecidos por los cuerpos más grandes, que se convirtieron en planetas. Otros cuerpos protoplanetarios se destruyeron en colisiones con cuerpos de tamaño similar. Palas podría considerarse entonces un superviviente de esta fase de formación planetaria.

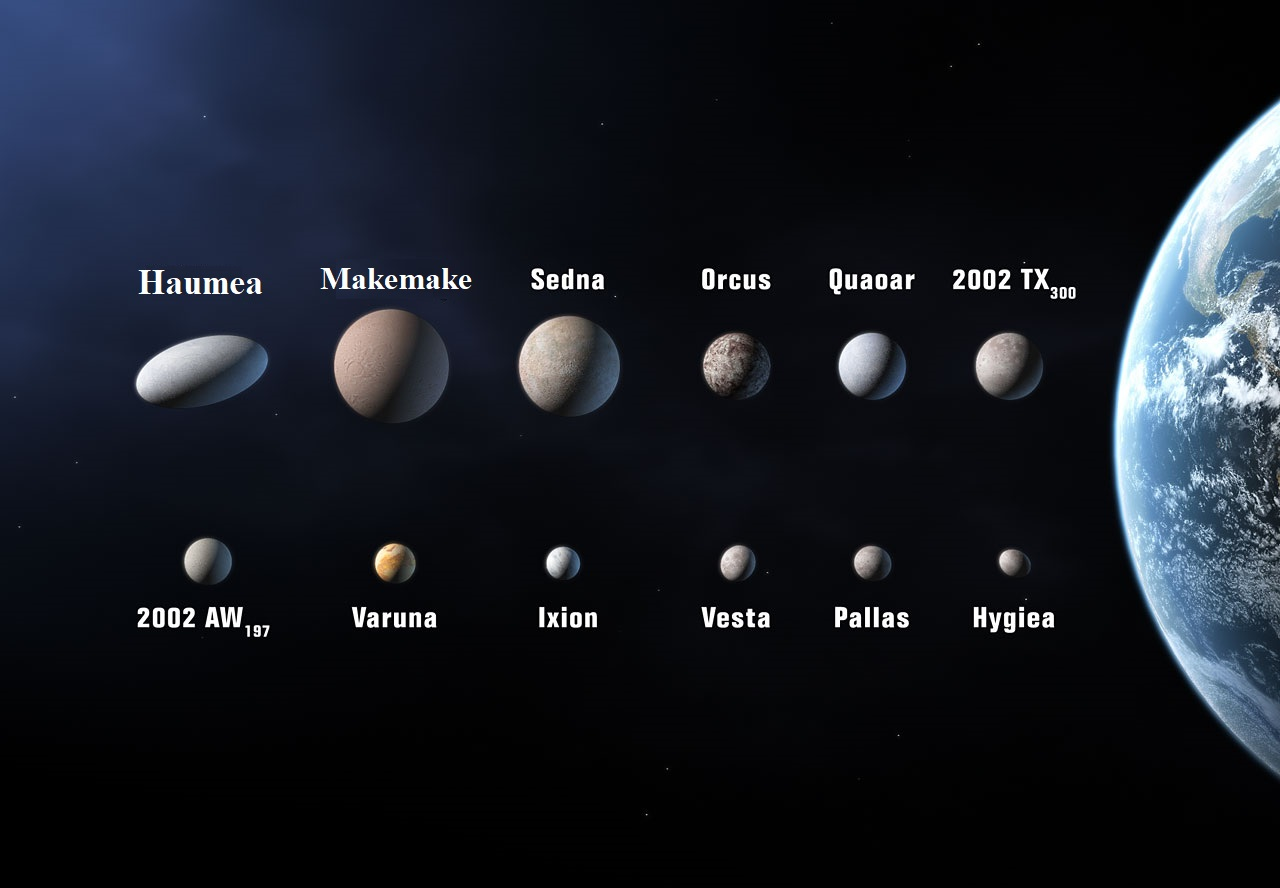
Comparación de algunos objetos transneptunianos y asteroides con la Tierra.

Palas tiene algunos parámetros dinámicos inusuales para ser un cuerpo tan grande. Su órbita está altamente inclinada y es además algo excéntrica, a pesar de estar localizado a la misma distancia del Sol que la parte central del cinturón de asteroides. Su oblicuidad axial es muy alta, alrededor de 60 °, con estimaciones que varían entre 56 ° y 81 °. Debido a esto, en cada verano e invierno paladiano hay grandes zonas de la superficie del asteroide en constante oscuridad o iluminación solar, por tiempos del orden de un año terrestre.
Aunque no se ha alcanzado consenso acerca de si la rotación de Palas es directa o retrógrada, hay estudios que apuntan a que es del primer tipo.
Según observaciones espectroscópicas, el componente principal del material de la superficie de Palas es un silicato bajo en hierro y agua. Algunos minerales de este tipo son el olivino y el piroxeno, que se encuentran en cóndrulos CM. Existen indicaciones de que la composición de la superficie de Palas es muy similar a la de los meteoritos CR tipo Renazzo, que tiene aún menos presencia de hidratos que los de tipo CM. El meteorito Renazzo se descubrió en Italia en 1824 y es uno de los meteoritos más primitivos que se conocen.

## Observación
En oposición, Palas alcanza una magnitud media de 8, por debajo del límite de visibilidad a simple vista, pero al alcance de unos prismáticos de 10 × 50. A diferencia de lo que ocurre con Ceres y Vesta, su observación a pequeñas elongaciones requiere de herramientas ópticas potentes, capaces de alcanzar magnitudes de 10.6. En raras ocasiones, cuando se encuentra en oposición en el perihelio, puede alcanzar hasta 6.4 de magnitud visual, en el límite de visión del ojo. A finales de febrero de 2014, alcanzó una magnitud de 6.96.
Palas es en promedio menos brillante que Ceres y Vesta —este último más cercano a la Tierra y con un albedo superior—, y también que Iris, más pequeño, que lo supera en magnitud media en la oposición.

## Exploración espacial

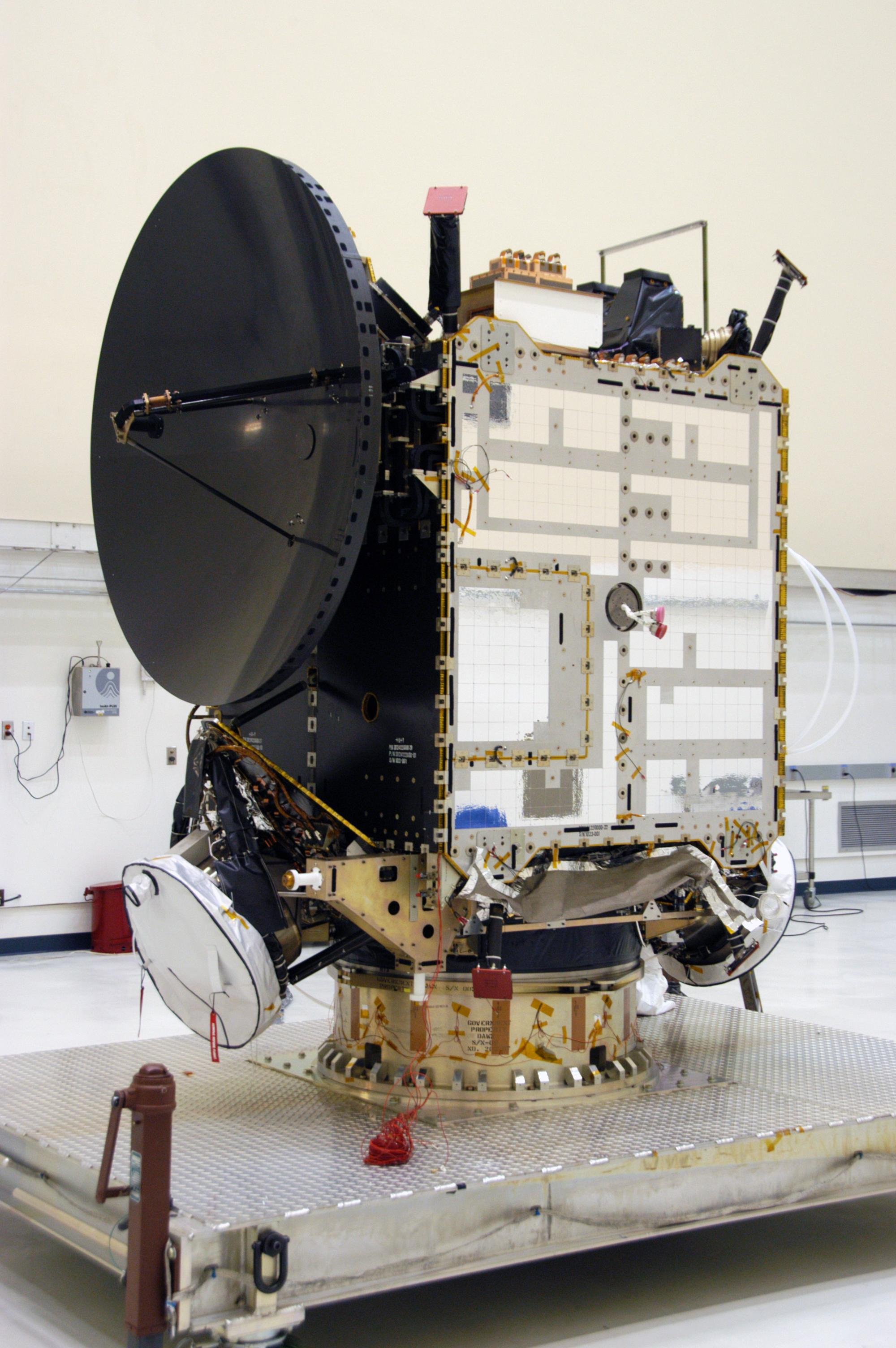
La sonda espacial Dawn.

Se han utilizado señales de radio de las sondas espaciales en órbita alrededor y sobre la superficie de Marte, obtenidas entre 1961 y 2003, para determinar los cambios en la órbita del planeta causados por la interacción gravitatoria con grandes asteroides. Esto también ha permitido el cálculo de la masa de algunos asteroides, entre los que se encuentra Palas.
Palas es más difícil de alcanzar por una nave espacial que otros grandes asteroides debido a su elevada inclinación orbital, por lo que no se han realizado visitas de exploración a este asteroide. En 2014 se mencionó que la sonda Dawn podría sobrevolarlo después de cumplir su objetivo principal de explorar Ceres y Vesta, pero la posibilidad fue descartada por el equipo de la misión.